# Dollhouse EP
Dollhouse je debutové EP americké zpěvačky a skladatelky Melanie Martinez vydané 19. května 2014. Podepsání smlouvy Melanie Martinez s Atlantic Records a vydání alba oznámila agentura Marketwired 19. května 2014.
Na produkci a autorsky se na albu podílelo hip hopové duo Kinetics & One Love. Album se dostalo na čtvrté místo v žebříčku Billboard Heatseekers Albums.

## Skladby
„Dollhouse“ je první písní z EP. Napsala ji Martinez společně s Jeremym Dussollietem a Timem Sommersem. Produkce se ujali Kinetics & One Love. Jedná se o pilotní singl v albu, který vypráví příběh o dysfunkční rodině, kde je matka alkoholik, otec je nevěrný a syn kouří marihuanu. Singl byl společně s písní „Carousel“ nejúspěšnější z EP.
„Dead To Me“ je druhá píseň v EP. Opět ji napsala Martinez s Dussollietem a Sommersem a produkce se opět ujali Kinetics & One Love. Ponurý song vypraví o vzteku z nepodařeného vztahu.
„Carousel“ je třetí píseň z EP se stejnou produkcí a autory jako předchozí 2 singly. Píseň se dostala do trailerů k americkému seriálu American Horror Story a spolu s „Dollhouse“ tvoří 2 nejúspěšnější singly z celého EP.
„Bittersweet Tragedy“ je něžný song složený Melanií Martinez a Danielem Omeliem. Produkce se ujal pro změnu Robopop.